# Liste der Monuments historiques in Izieu
Die Liste der Monuments historiques in Izieu führt die Monuments historiques in der französischen Gemeinde Izieu auf.

## Liste der Bauwerke
| Bezeichnung                                           | Beschreibung | Standort       | Kennzeichnung | Schutzstatus | Datum | Bild           |
| ----------------------------------------------------- | ------------ | -------------- | ------------- | ------------ | ----- | -------------- |
| Mémorial des enfants d’Izieu (siehe Kinder von Izieu) | Erbaut 1944  | Lélinaz (Lage) | PA00116609    | Inscrit      | 1991  | weitere Bilder |